# Puszcza Niepołomicka
Die Niepolomitzer Heide  (polnisch Puszcza Niepołomicka) ist ein großes Hügel-, Wald- und Heidegebiet im Norden der polnischen Woiwodschaft Kleinpolen, ca. 20 km östlich von Krakau bei der namensgebenden Stadt Niepołomice. In der Geomorphologischen Einteilung Polens ist sie eine Mesoregion der Makroregion Sandomirer Becken.

## Geographie
Die Puszcza Niepołomicka war bereits im Mittelalter ein beliebtes Jagdgebiet der polnischen Könige. Bei Seuchen und Epidemien zog sich der Krakauer Königshof gerne hierher zurück. Sie durfte daher nicht abgeholzt werden und blieb so bis heute als Urwald erhalten. Eine Ausnahme bildete das Lindenholz für den Hochaltar der Marienkirche von Veit Stoß, das hier um die Mitte des 15. Jahrhunderts geschlagen worden ist. Im Waldgebiet gibt es sechs Naturreservate und zahlreiche markierte Wanderwege.